# Henok Achido
Henok Achido, född 1982 som Henok Meharena, är en svensk rappare. Han är uppväxt i Kristianstad i Skåne. Båda Henoks föräldrar kommer ursprungligen från Eritrea. Han fick sitt genombrott år 2001 då han medverkade i rapgruppen Fattarus låt "Mina hundar". Han övergav sedan tillfälligt att rappa på grund av den ökade uppmärksamheten. 2007 släppte han EP:n That Fucking Guy och efter skivkontrakt med DLX Entertainment släppte han den 25 februari 2009 sitt debutalbum, Almaz Charming Child, med singlarna Can I, Fly fresh, High on life och Pusher (Feat. Sophia Somajo), varav de tre första blev framgångar. Han bröt dock en tid senare med skivbolaget. 2014 gav han ut EP:n "Känslor och känsla". Sommaren 2019 släppte han sitt första album på svenska, Bror utan sol (bland rök och stearin), kort kallat Bror utan sol. Detta album släpptes genom Arketyp (en underetikett till skivbolaget YEAR0001) och blev hyllat av kritiker.